# Bruno Cattaneo
Bruno Cattaneo (Gallipoli, 31 ottobre 1938 – Sheffield, 8 maggio 2019) è stato un attore, doppiatore e direttore del doppiaggio italiano.

## Biografia
Fu una delle più popolari voci italiane di molte serie animate giapponesi degli anni settanta e ottanta, tra le quali le due serie di Ken il guerriero e Maison Ikkoku - Cara dolce Kyoko di cui diresse anche il doppiaggio, e quelle dei personaggi di Settembre (Calendar Men) e Boyakki (Yattaman). Si trasferì in seguito in Inghilterra, dove visse fino alla sua morte avvenuta l'8 maggio 2019.

## Doppiaggio

### Cinema
- Gary Carlson in Troll 2
- Irving Bacon in Lo stato dell'Unione
- Jun Tazaki in L'invasione degli astromostri
- Tony Scarf in Delitto a Porta Romana

### Serie animate
- Ryuken, Shin, Rei, Jagger, Shu, Toki (3ª voce), Fudo, Rihaku (1ª voce ep. 83, 92, 101, 102), Zed, Fante di Cuori, Fante di Picche, Fante di Quadri, Sciacallo in Ken il guerriero (1ª serie)
- Falco (1ª e 3ª voce), Ork il rosso (1ª voce), Ronn (3ª voce), Jukei (ep. 30), Yasha Nero (1ª voce), Rihaku (2ª voce), Shin, Jako in Ken il guerriero (2ª serie)
- Senbee Norimaki in Dr. Slump & Arale (primo doppiaggio)
- Boyakki e Dottor Dokrobei in Yattaman
- Settembre e Arsenio Maigret in Calendar Men
- Baba in L'Uomo Tigre
- Master (ep. 1-52), sig. Otonashi, padre di Godai, Mr. Chigusa e altri personaggi in Cara dolce Kyoko
- Etcì in Il mago pancione Etcì
- Acacio in Lo scoiattolo Banner
- Padre di Guglia nei primi OAV di Doraemon
- Wolf e il re dei mostri negli OAV di Carletto il principe dei mostri
- Shishi e Amilcare in Nino, il mio amico ninja
- Cap. Hingehorn in King Kong
- Muscle Mutt in Gli investigatti
- Dott. Martin e Sivart (2ª voce) in Candy Candy
- Pannocchione in Nanà Supergirl
- Ushigoro in Mademoiselle Anne
- Reverendo in Le avventure di Huckleberry Finn
- Daigo Inokuma in Mimì e la nazionale di pallavolo
- Dracula e Izuru in Don Dracula
- Goro e prof. Hotaru in Arbegas
- Pops Racer in Superauto Mach 5
- Charles in Laserion
- Gappori in Il piccolo detective
- Gen. Kuroda in X-Bomber
- Ciccio in Drago volante
- Padre di Kazuya, Generalissimo Olban e Prof. Izumi in General Daimos
- Controllore (2ª voce) in Galaxy Express 999
- Frankenstein in Frankenstein
- Sergente Metallic in Dragon Ball (ed. Play World Film)
- Kuma, padre di Jane, padre di Micci in Jane e Micci

## Filmografia

### Cinema
- Fuori campo, regia di Peter Del Monte (1969)
- Cecilia - Storia di una comune anarchica, regia di  Jean-Louis Comolli (1976)
- Nella città perduta di Sarzana, regia di Luigi Faccini (1980)

### Televisione
- Attenzione a domani, regia di Claudio Fino (1960)
- Oltre il duemila, sceneggiato in due episodi, regia di Piero Nelli (1971)
- All'ultimo minuto - serie TV, episodio 1x03 (1971)
- Extra, sceneggiato in due episodi, regia di Daniele D'Anza (1976)
- La mia vita con Daniela - miniserie TV, regia di Domenico Campana (1976)
- Le affinità elettive - miniserie TV, regia di Gianni Amico (1979)
- Il caso Graziosi, regia di Michele Massa - film TV (1981)
- Il fascino dell'insolito - serie TV, episodio La cosa sulla soglia, regia di Andrea e Antonio Frazzi (1982)